# خان الوكالة (نابلس)
خان الوكالة المعروف خان التجار، هو معلم أثري وتاريخي يقع في الطرف الغربي من البلدة القديمة في مدينة نابلس الفلسطينية، وتحديدًا في نهاية سوق الحدادين. يُعد هذا الخان أحد أبرز المنشآت التجارية التي تعود للعهد العثماني، وقد لعب دورًا مهمًا في الحياة الاقتصادية والاجتماعية للمدينة منذ تأسيسه في القرن السابع عشر.
شيد المبنى والمعروف ايضا بخان الفروجية، أمير الحج الشامي في العهد العثماني وحاكم نابلس حينها فروخ باشا عام 1630م ليكون مقرا لتجمع الحجاج واستراحة للقوافل التجارية. أعيد ترميم المبنى الضخم في أقواسه وتعرجاته ومنافعه المهدمة، كما كان عليه قديما بمساهمة من جامعة النجاح الوطنية، وتمويل من الاتحاد الأوروبي بالتنسيق مع اليونسكو.

## التاريخ والإنشاء
بُني خان الوكالة عام 1630م على يد فروخ باشا، أمير الحج الشامي وحاكم نابلس في العهد العثماني، ليكون بمثابة مجمع للوكالات التجارية ومحطة استراحة للقوافل التجارية والحجاج القادمين إلى المدينة. وقد أُطلق عليه اسم "خان التجار" نظرًا للدور الذي لعبه في تسهيل المعاملات التجارية وتوفير الإقامة للتجار والزوار من مختلف أنحاء العالم. حسب الباحث نصير عرفات، فإن تسمية "الوكالة" تعود لاستخدام الخانات كأماكن لتنظيم الوكالات التجارية، حيث كانت تعتبر بمثابة مراكز أعمال وفنادق لتجار تلك الفترة.
أُستخدم الخان قبل ثلاثمائة وخمسين عاماً كإسطبل وفندق سياحي. استقبل رؤساء بلديات ووفودًا من شعراء وأدباء عرب وأجانب منذ 300 عام كما احتضن قادة الثورة اثناء الانتداب البريطاني على فلسطين.
وأدى سقوط صاروخ على المنطقة التي كانت قيد التشخيص إلى تهدم جزء كبير منها في العام ذاته وذلك أثناء اجتياح الجيش الإسرائيلي لنابلس عام 2002. ودمرت البوابة القديمة للموقع خلال محاولة للبحث عن ناجين بعد أن هاجم الإسرائيليون مصنع الصابون المجاور.

## الموقع والمعمار
يمتد الخان على مساحة تُقدر بـ1600 متر مربع، ويتألف من طابقين:
- الطابق الأرضي: يضم 15 محلًا تجاريًا مفتوحًا على السوق، و14 غرفة داخلية كانت تستخدم غالبًا كمخازن أو أماكن لاستراحة الزوار.
- الطابق الأول: يحتوي على 24 غرفة تُطل على ممر معمد بأقواس نصف دائرية، مدعومة بأعمدة مثمنة، لم يتبق منها اليوم إلا اثنتان في الزاوية الشمالية الشرقية.

اختير الموقع الجغرافي للخان بعناية فائقة نظرًا لقربه من ساحة خان التجار، حيث كانت تُعقد الصفقات التجارية، ومن سوق الحدادين الذي كان مركزًا للحرفيين وتجارة المواد الخام، ما جعل منه مركزًا اقتصاديًا حيويًا في نابلس.

## الكوارث والتدمير
تعرض خان الوكالة لعدة كوارث طبيعية وبشرية:
- في عام 1927م، أصيب الخان بأضرار جسيمة نتيجة زلزال نابلس الذي ألحق دمارًا واسعًا بالبلدة القديمة. وقد بقي جزء من الخان على حاله ليشهد على حجم الدمار.
- في عام 2002م، خلال الاجتياح الإسرائيلي لنابلس أثناء الانتفاضة الثانية، تعرض الخان لدمار شبه كامل بسبب القصف والتوغل العسكري، مما أدى إلى انهيار أجزاء كبيرة من بنيته.

## الترميم وإعادة التأهيل
بدأ التفكير في ترميم الخان منذ نهاية التسعينيات، لكن الانتفاضة الثانية أخرت تنفيذ المشروع. بعد استقرار الأوضاع، أُعيد ترميم الخان ضمن مشروع مشترك بين بلدية نابلس والاتحاد الأوروبي ومنظمة اليونسكو، بتمويل بلغ أكثر من 5 ملايين يورو.
وشملت أعمال الترميم ما يلي:
- إعادة بناء الأجزاء المتضررة من الزلزال والاجتياح.
- ترميم الطابق العلوي والغرف الداخلية.
- إنشاء 21 غرفة فندقية وبيت ضيافة.
- تخصيص 11 محلاً تجاريًا سياحيًا.
- إنشاء ساحة للأنشطة الثقافية، وقاعة محاضرات، ومدرسة للتدريب الفندقي.

ويُعد خان الوكالة اليوم نموذجًا رائدًا في الشراكة بين القطاعين العام والخاص لإدارة المواقع التراثية في فلسطين.

## الأهمية الثقافية والسياحية
يشكل خان الوكالة جزءًا من الهوية الثقافية والحضارية لنابلس، ويمثل نموذجًا معماريًا عثمانيًا فريدًا. ويرى الأكاديميون والخبراء أنه بمثابة رواية حجرية تحكي تاريخ المدينة من العصر المملوكي، والعهد الروماني، مرورًا بالعصر العثماني، ووصولًا إلى يومنا هذا.تحول خان الوكالة بعد ترميمه إلى مركز سياحي وثقافي وتجاري يجذب الزوار من داخل فلسطين وخارجها، ويُعتبر أحد أبرز مشاريع إحياء التراث العمراني في نابلس. وهو شاهد حي على قدرة الشعب الفلسطيني على التمسك بتاريخه وهويته، رغم ما مر به من نكبات وزلازل واحتلالات.
كما يُسهم المشروع في:
- خلق فرص عمل لأكثر من 1,600 شخص خلال التنفيذ.
- توفير حوالي 100 فرصة عمل مستدامة في مجالات السياحة والخدمات.
- تعزيز السياحة الداخلية والخارجية.
- إحياء الحرف التراثية وتنظيم معارض ثقافية وفنية.

## تصريحات رسمية
خلال افتتاح مشروع الترميم، صرّح ممثل الاتحاد الأوروبي "رالف طراف" بأن "المواقع التاريخية في فلسطين تحمل إمكانيات اقتصادية هائلة، إلى جانب قيمتها التراثية"، مؤكدًا التزام الاتحاد بدعم هذه المشاريع.
كما قال رئيس الوزراء الفلسطيني آنذاك، سلام فياض: "إن إنجاز مشروع خان الوكالة يُعد إنجازًا رائعًا وإضافة نوعية لما تحتويه البلدة القديمة من إرث حضاري وتراثي يجب المحافظة عليه، لما لذلك من أهمية في تعزيز صمود شعبنا وبقائه على أرضه".